# بخش بونگو، شهرستان کاس، مینه سوتا
بخش بونگو (به انگلیسی: Bungo Township) یک منطقهٔ مسکونی در ایالات متحده آمریکا است که در شهرستان کاس، مینه‌سوتا واقع شده‌است.
 بخش بونگو ۹۳٫۰ کیلومتر مربع مساحت و ۱۱۱ نفر جمعیت دارد و ۴۲۷ متر بالاتر از سطح دریا واقع شده‌است.